# Modliszki Argentyny
Modliszki Argentyny – ogół taksonów owadów z rzędu modliszek (Mantodea), których występowanie stwierdzono na terenie Argentyny.
Według checklisty autorstwa Antonia A.A. Rondóna, Francesca Lombardo i Lauro J. Jantscha z 2007 roku w Argentynie stwierdzono 59 gatunków z 22 rodzajów i 4 rodzin modliszek.

## Acanthopidae
- Acontista brevipennis Saussure, 1872
- Acontista concinna (Perty, 1832)
- Acontista multicolor Saussure, 1870
- Decimiana rehni (Chopard, 1913)

## Mantoididae
- Mantoida argentinae La Greca and Lombardo, 1989
- Mantoida nitida Newman, 1838
- Mantoida ronderosi La Greca and Lombardo, 1989
- Mantoida tenuis (Perty, 1833)

## Modliszkowate(Mantidae)
- Brunneria brasiliensis Saussure, 1870
- Brunneria gracilis Giglio-Tos, 1915
- Brunneria subaptera Saussure, 1869
- Cardioptera brachyptera Burmeister, 1838
- Coptopteryx argentina (Burmeister, 1838)
- Coptopteryx bonariensis (Piza, 1960)
- Coptopteryx claraziana Saussure, 1869
- Coptopteryx constricta Rehn, 1913
- Coptopteryx gayi (Blanchard, 1851)
- Coptopteryx gigliotosi Werner, 1925
- Coptopteryx gracilis Giglio-Tos, 1915
- Coptopteryx inermis Werner, 1925
- Coptopteryx parva Giglio-Tos, 1915
- Coptopteryx platana Giglio-Tos, 1915
- Coptopteryx pusilla Werner, 1925
- Coptopteryx spinosa Giglio-Tos, 1915
- Coptopteryx thoracica Rehn, 1913
- Coptopteryx viridis Giglio-Tos, 1915
- Hagiotata hofmanni Saussure and Zehntner, 1894
- Orthoderella ornata Giglio-Tos, 1897
- Oxyopsis lobeter Rehn, 1907
- Parastagmatoptera confusa Giglio-Tos, 1914
- Parastagmatoptera pellucida Giglio-Tos, 1914
- Parastagmatoptera serricornis Kirby, 1904
- Parastagmatoptera tessellata Saussure and Zehntner, 1894
- Parastagmatoptera unipunctata (Burmeister, 1838)
- Phyllovates iheringi (Saussure and Zehntner, 1894
- Phyllovates parvula (Westwood, 1889)
- Pseudoxyops boliviana Giglio-Tos, 1914
- Pseudoxyops borellii (Giglio-Tos, 1897)
- Pseudoxyops minuta Giglio-Tos, 1914
- Stagmatoptera biocellata Saussure, 1869
- Stagmatoptera hyaloptera (Perty, 1832)
- Stagmatoptera indicator (Olivier, 1792)
- Stagmatoptera pia Saussure et Zehntner, 1894
- Stagmatoptera precaria (Linnaeus, 1758)
- Zoolea borellii Giglio-Tos, 1914
- Zoolea guerinii Giglio-Tos, 1914
- Zoolea lobipes (Olivier, 1792)

## Thespidae
- Anamiopteryx borellii Giglio-Tos, 1915
- Eumusonia livida (Serville, 1839)
- Eumusonia viridis Giglio-Tos, 1916
- Leptomiopteryx argentina Beier, 1930
- Leptomiopteryx dispar Chopard, 1912
- Mantillica beieri Kaltenbach, 1957
- Miobantia rustica (F., 1781)
- Musonia seclusa Rehn, 1913
- Musoniella argentina (Saussure, 1870)
- Thespis exposita Beier, 1963
- Thesprotia brevis Giglio-Tos, 1915
- Thesprotia infumata (Serville, 1839)